# Фретинг
Фре́тинг (фре́тинг-вто́ма) — процес накопичування пошкоджень та спрацьовання матеріалів поверхонь, які контактують і здійснюють коливальні відносні переміщення з малою амплітудою під дією циклічного навантаження, яке спричинює змінні деформації зсуву поверхневих шарів, схоплювання і відокремлення частинок, з'явлення оксидів, прискорене утворення тріщин, їх розвивання та руйнування об'єкта.

## Історична довідка
Перше зареєстроване пояснення фретингу містилося в статті по втомі металів, опублікованій у 1911 році. Термін «фретинг-корозія» вперше увів Томлінсон для позначення того різновиду ушкодження, яке він спостерігав на сталевих зразках. Уотерхауз дає своє визначення фретинг-корозії: «… різновид ушкоджень, які виникають, коли дві поверхні, дотичні і номінально нерухомі по відношенню одна до одної, зазнають невеликого періодичного відносного руху».

## Умови появи фретингу
Фретинг може відбуватися на поверхні контакту двох твердих тіл, притиснутих одне до одного нормальною силою, що здійснюють одне відносно одного циклічні рухи малої амплітуди. Фретинг зазвичай має місце в місцях з'єднань, там, де руху не повинно бути, але в результаті дії вібраційних навантажень або деформацій незначні циклічні зміщення таки є. Зазвичай при фретингу частки матеріалу затримуються між контактуючими поверхнями, оскільки відносні їх зміщення є малими.
Фретинг-втома являє собою передчасне втомне ушкодження деталі машини, на яку діють циклічні навантаження або деформації в умовах, що сприяють фретингу. Поверхневі ушкодження і мікротріщини, які з'являються в результаті фретингу грають роль зародків втомних тріщин, в результаті зростання яких втомне руйнування відбувається за навантажень, які в інших умовах не викликали б руйнування. Фретинг-втома — небезпечний і підступний вид руйнування, оскільки фретинг зазвичай відбувається в місцях з'єднань, не доступних для спостереження, і призводить до передчасного або навіть несподіваного (раптового) катастрофічного втомного руйнування.

## Наслідки явища фретингу

### Фретингове зношування
Фретингове зношування - механічне зношування тіл, що перебувають у контакті, в умовах малих коливальних відносних їх переміщень.
Фретингове зношування спостерігається, коли зміни розмірів деталей, які взаємодіють, в результаті фретингу стають неприпустимо великими або такими, що з'являються концентратори напружень і локальні напруження перевищують допустимий рівень.

### Фретинг-корозія
Фретинг-корозія - корозія під час циклічного взаємного переміщення двох поверхонь, що контактують, і дії корозивного середовища.
До фретинг-корозії схильні болтові з'єднання, посадочні поверхні підшипників (вальниць} кочення, листові ресори, зубчасті колеса, муфти тощо. Вона виникає внаслідок безперервного руйнування захисної оксидної плівки в точках рухомого контакту.

### Фретинг-корозійне зношування
Фретинг-корозійне зношування - механохімічне зношування тіл, що перебувають у контакті, в умовах малих коливальних відносних їх переміщень.